# Toxicofera
Toxicofera (з грецької «ті, що носять токсини») — клада лускатих рептилій що включає три сучасні групи істот: змії (Serpentes), ігуаноподібні (Iguania), веретільницеподібні (Anguimorpha). Toxicofera містить близько 4600 видів (майже 60 %) сучасних лускатих (Squamata). Він охоплює всі види отруйних рептилій, а також численні споріднені неотруйні види. Існує мало морфологічних доказів, що підтверджують цю групу, однак вона була знайдена за допомогою всіх молекулярних аналізів станом на 2012 рік.

## Філогенетика
Зв'язок між цими сучасними групами та кількома вимерлими таксонами показано на наступній кладограмі, яка базується на Reeder et al.:

|  | Serpentes   |
|  |             |
|  | †Mosasauria |
|  |             |

|  | Anguimorpha                                                     |
|  |                                                                 |
|  | \| \| †Polyglyphanodontia \| \| \| \| \| \| Iguania \| \| \| \| |
|  |                                                                 |
|  | †Polyglyphanodontia                                             |
|  |                                                                 |
|  | Iguania                                                         |
|  |                                                                 |

|  | †Polyglyphanodontia |
|  |                     |
|  | Iguania             |
|  |                     |

|  | Serpentes   |
|  |             |
|  | †Mosasauria |
|  |             |

|  | Anguimorpha                                                     |
|  |                                                                 |
|  | \| \| †Polyglyphanodontia \| \| \| \| \| \| Iguania \| \| \| \| |
|  |                                                                 |
|  | †Polyglyphanodontia                                             |
|  |                                                                 |
|  | Iguania                                                         |
|  |                                                                 |

|  | †Polyglyphanodontia |
|  |                     |
|  | Iguania             |
|  |                     |

## Отрута
Отрута в лускатих раніше вважалася рідкістю. Зокрема вважалося, відсоток видів змій, які вважаються отруйними, був відносно невеликим (≈ 25 %). У 2003 році було опубліковано дослідження, в якому описувалась отрута в підродинах змій, у яких раніше вважалося, що вони відсутні. Подальше дослідження стверджує, що майже всі «неотруйні» змії виробляють отруту до певної міри, що свідчить про єдине і, таким чином, набагато більш древнє походження отрути, ніж вважалося до того часу. Ці змії, як правило, мають меншу кількість отрути та позбавлені спеціального ікла для ін'єкції отрути.
Це спонукало до подальших досліджень, які привели до відкриття отрути (і генів отрути) у видів із груп, про які раніше не було відомо, що вони її виробляють, наприклад, серед ігуаноподібних і варанових. Вважається, що це було результатом походження від спільного предка, який виробляв отруту. Підраховано, що спільні предки, які вперше розробили отруту в кладі Toxicofera жили ≈ 200 мільйонів років тому..
Інші вчені заявили, що твердження про наявність отруйних залоз у багатьох з цих тварин «призвело до недооцінки різноманітності складних ролей, які відіграють оральні виділення в біології рептилій, створили дуже вузьке уявлення про ротові виділення і призвели до неправильної інтерпретації еволюції рептилій». Також було висловлено припущення, що багато спільних токсинів, які лежать в основі гіпотези Toxicofera, насправді не є токсинами.